# Nisekoi

Nisekoi (izvorno: ニセコイ, doslovni prijevod: Lažna ljubav) je japanski romantično komični manga serijal koji je napisao i ilustrirao Naoshi Komi. Nisekoi je prvi put objavljen kao one-shot manga, ali kasnije je serijaliziran u Weekly Shonen Jumpu od 2011. do 2016. Serijal je dobio djelomičnu anime adaptaciju u 2014. i filmsku adaptaciju krajem 2018.

## Radnja
Glavni likovi su srednjoškolci Raku Ichijo koji je sin šefa jakuza klana i Chitoge Kirisaki koja je kći šefa suparničke bande Beehive. Slučajno se sretnu kada Chitoge u žurbi skače preko školske ograde i pritom se zaleti u njega. Nakon što se raziđu, Raku shvaća kako je izgubio svoj medaljon koji je simbol obećanja koje je dao ljubavi iz djetinjstva. U školi otkriva da se Chitoge preselila u njegov razred i tjera ju da mu pomogne pronaći medaljon. Tokom potrage joj počinje ići na živce i od onda se mrze. Nakon što je stigao kući, Raku doznaje da mu je otac sredio vezu s kći jednog uglednog mafijaša, ali kasnije je neugodno iznenađen kad otkriva da je u pitanju Chitoge. Njihovi očevi su odlučili dogovoriti njihovu vezu s ciljem da prekinu sukobe među svojim organizacijama. Teško im je glumiti da su zaljubljeni jer se ne vole, a Raku je odavno zaljubljen u Kosaki i potajno se nada da je ona djevojka koja ima ključ njegovog medaljona, ali ne zna da ga ona također potajno voli. U njegov život kasnije se još ubacuju Tsugumi (Chitogina tjelohraniteljica koja je plaćenik) i Marika (djevojka koja je opsjednuta njime), a ljubavnu situaciju mu otežava činjenica da svaka od tih djevojaka ima ključ koji bi mogao biti onaj pravi. Mnogo uzbudljivih situacija kasnije, Raku shvaća kako voli i Chitoge i Kosaki, ali Chitoge slučajno doznaje da se oni potajno vole i odlučuje podržati njihovu ljubav tako da ih napusti, ali oni ju odlaze potražiti i Raku tamo donosi konačnu odluku.
Anime adaptacija je stala na 131. poglavlju mange.